# Michal Tabara
Michal Tabara (Uherské Hradiště, 16 de octubre de 1979) es un jugador de tenis checo. En su carrera ganó un título de ATP y alcanzó un ranking máximo de Nº47 del mundo en 2001.
Estuvo involucrado en un incidente menor en el US Open de 2001. Luego de perder su partido de primera ronda ante Justin Gimelstob, Tabara, que se encontraba molesto por los frecuentes pedidos de tiempo por lesión de su rival, escupió en dirección a Gimelstob cuando se acercaban a darse la mano luego de terminado el partido. Tabara fue multado con US$1000 por comportamiento antideportivo.

## Títulos

### Individuales
| Leyenda                |
| Grand Slam (0)         |
| Tennis Masters Cup (0) |
| ATP Masters Series (0) |
| ATP Tour (1)           |

| N.º | Fecha              | Torneo  | Superficie | Oponente en la final | Resultado  |
| --- | ------------------ | ------- | ---------- | -------------------- | ---------- |
| 1.  | 1 de enero de 2001 | Chennai | Dura       | Andréi Stoliarov     | 6-2 7-6(4) |

### Dobles
| Leyenda                |
| Grand Slam (0)         |
| Tennis Masters Cup (0) |
| ATP Masters Series (0) |
| ATP Tour (1)           |

| N.º | Fecha              | Torneo  | Superficie    | Pareja         | Oponentes en la final         | Resultado |
| --- | ------------------ | ------- | ------------- | -------------- | ----------------------------- | --------- |
| 1.  | 9 de abril de 2001 | Estoril | Tierra batida | Radek Štěpánek | Donald Johnson Nenad Zimonjić | 6-4 6-1   |